# ریو لوبو
ریو لوبو (انگلیسی: Rio Lobo) فیلمی در ژانر وسترن به کارگردانی هاوارد هاکس است که در سال ۱۹۷۰ منتشر شد.

## داستان فیلم
در انتهای جنگ‌های داخلی آمریکا، گروهی از سربازان جنوبی به سرکردگی «سروان پی‌یر کوردونا» (ریوِرو) و هم‌راهش، «توسکارورا» (میچم)، محموله‌ای از طلا را از قطار شمالی‌ها می‌دزدند و «سرهنگ کورد مک‌نالی» (وین) را نیز گروگان می‌گیرند. اما او با زرنگی، آن دو را گول می‌زند و طلاها را پس می‌گیرد. پس از جنگ و در ملاقاتی دوباره، «مک‌نالی» از «کوردونا» نام خائنانی از میان شمالی‌ها را که جای محموله طلا را لو داده بودند می‌خواهد، اما او اظهار بی‌اطلاعی می‌کند. چندی بعد «مک‌نالی» برای کمک به زن جوانی به‌نام «شستا دیلن» (اونیل) که شریکش در نزدیکی ریو لوبو به دست معاون کلانتر محل کشته شده به شهر کوچکی در تکزاس می‌رود. در آن جا، «کوردونا» را می‌بیند و این دو دشمن دیرینه با یکدیگر هم‌راه می‌شوند و به ریو لوبو می‌روند. سپس در می‌یابند که مردی به نام «کِچام» (فرنچ) و «هندریکس» (هنری)، کلانتر شهر، همه زمین‌های مردم را تصاحب کرده‌اند به‌جز زمین «فیلیپس» (ایلم)، پدرخوانده «توسکارورا». «هندریکس»، «توسکارورا» را دستگیر می‌کند، «مک‌نالی»، «کوردونا» و «فیلیپس» نیز در عوض «کچام» را گروگان می‌گیرند و او را وادار به بازگرداندن زمین‌ها به مردم و آزادی «توسکارورا» می‌کنند. «کوردونا» برای آوردن کمک به نزدیک‌ترین قرارگاه ارتش می‌رود، اما افراد «هندریکس» دستگیرش می‌کنند. «هندریکس» تقاضای معاوضه «کچام» به‌جای «کوردونا» را می‌کند اما وقتی می‌فهمد که او زمین‌ها را به مردم بازگردانده، در اوج عصبانیت، درگیری بزرگی راه می‌اندازد و در نهایت خودش به‌دست محبوبه سابقش کشته می‌شود. در این جا «مک‌نالی» و گروهش پیروز از میدان خارج می شوند.

## بازیگران
- جان وین
- جنیفر اونیل
- جک ایلام
- کریستوفر میچوم
- ویکتور فرنچ
- شری لانسینگ
- دیوید هادلستون
- جیم دیویس
- رابرت دانر
- پیتر جیسون
- بیل ویلیامز
- باب استیل
- چاک رابرتسون
- گرگ پالمر
- هنک وردن
- مایک هنری